# Вшивков, Александр Акиндинович
Алекса́ндр Акинди́нович Вшивко́в (род. 31 июля 1946, Констанца) — советский и российский химик, специалист в области органической химии, кандидат химических наук (1975), доцент (1980).

## Биография
Родился в семье военнослужащего. В 1963 году окончил в Свердловске среднюю школу и поступил в Уральский госуниверситет (УрГУ) на химический факультет, который окончил в 1968 году. В этом же году поступил в аспирантуру к профессору В. И. Есафову при кафедре органической химии УрГУ и закончил её в 1972 году. В 1969—1970 гг. проходил службу в рядах Вооружённых Сил. В 1973 году младший научный сотрудник на кафедре органической химии УрГУ, с 1974 года работал на этой кафедре ассистентом, а с 1980 года — доцентом. Защитил кандидатскую диссертацию в 1975 году. В 1982—2002 гг. — заведующий кафедрой органической химии УрГУ, в 1987—2002 гг. — декан химического факультета УрГУ. В 2005—2015 гг. — профессор кафедры дизайна и имиджа факультета искусств Российского государственного профессионально-педагогического университета (РГППУ). Почётный работник высшего профессионального образования России, Ветеран труда, Ветеран УрГУ, Изобретатель СССР.

## Научная деятельность
Научная работа А. А. Вшивкова проводилась по тематике, связанной с исследования свойств и аналитического применения новых ароматических комплексонов ряда N-арил-3-аминопропионовых кислот в рамках гранта «Синтез и свойства N-арил-3-аминопропионовых кислот и их координационных соединений» научной программы «Фундаментальные исследования высшей школы в области естественных и гуманитарных наук. Университеты России» (грант № 990438, 1991—2002 гг.), научной программы Уральского научно-образовательного центра «Перспективные материалы» (СRDF 2000—2006 гг.), а также в рамках грантов РФФИ (2006) и РФФИ-Урал (2007). В соавторстве с коллегами А. А. Вшивковым написано 60 научных статей, получены 2 авторских свидетельства.

## Педагогическая деятельность
А. А. Вшивков преподает курсы «Химия алифатических и циклических соединений» (УрФУ), «Химия ароматических и гетероциклических соединений» (УрФУ), «Химические основы биологических процессов» (УрФУ), «Основы стереохимии органических соединений» (УрФУ), «Органическая химия» (РГППУ), «Косметическая химия» (РГППУ), «Материаловедение» (РГППУ), опубликовал более 30 учебно-методических указаний и 7 учебных пособий.